# Trigonogenius denticulatus
Trigonogenius denticulatus là một loài bọ cánh cứng trong họ Ptinidae. Loài này được Wichmann miêu tả khoa học năm 1915.